# ناوچه سبک فرانسوی کریول (۱۸۲۹)
ناوچه سبک فرانسوی کریول (۱۸۲۹) (به انگلیسی: French corvette Créole (1829)) یک کشتی است که طول آن ۳۹ متر (۱۲۸ فوت) می‌باشد. این کشتی در سال ۱۸۲۹ ساخته شد.